# Busan KT Sonicboom
O Busan KT Sonicboom é um clube profissional de basquetebol sul-coreano sediado em Busan, Coreia do Sul. A equipe disputa a Korean Basketball League.

## História
Foi fundado em 1997.